# Liste der 999 Frauen des Heritage Floor/Anne Hutchinson
Diese Liste beschreibt das Gedeck für Anne Hutchinson auf dem Tisch der Kunstinstallation The Dinner Party von Judy Chicago. Sie ist Teil der Liste der 999 Frauen des Heritage Floor, die den jeweiligen Gedecken auf dem Tisch zugeordnet sind. Die Namen der 999 Frauen befinden sich auf den Kacheln des Heritage Floor, der unterhalb des Tisches angeordnet, zur Kunstinstallation gehört.

## Beschreibung
Die Installation besteht aus einem dreiseitigen Tisch, an dem jeweils 13 historische oder mythologische Persönlichkeiten, somit insgesamt 39 Personen, von der Urgeschichte bis zur Frauenrechtsbewegung Platz finden. Diesen Personen wurde am Tisch jeweils ein Gedeck bestehend aus einem individuell gestalteten Tischläufer, einem individuell gestalteten Teller sowie einem Kelch, Messer, Gabel, Löffel und einer Serviette zugeordnet. Die erste Seite des Tisches widmet sich der Urgeschichte bis zur Römischen Kaiserzeit, die zweite der Christianisierung bis zur Reformation und die dritte von der Amerikanischen Revolution bis zur Frauenbewegung. Jedem Gedeck auf dem Tisch sind weitere Persönlichkeiten zugeordnet, die auf den Fliesen des Heritage Floor, der den Raum unter dem Tisch und die Mitte des Raumes zwischen den Seite des Tisches einnimmt, einen Eintrag erhalten haben. Diese Liste erfasst die Persönlichkeiten, die dem Gedeck von Anne Hutchinson zugeordnet sind. Ihr Platz befindet sich an der dritten Tischseite.

### Hinweise
Zusätzlich zu den Namen wie sie in der deutschen Transkription oder im wissenschaftlichen Sprachgebrauch benutzt werden, wird in der Liste die Schreibweise aufgeführt, die von Judy Chicago auf den Kacheln gewählt wurde.
Die Angaben zu den Frauen, die noch keinen Artikel in der deutschsprachigen Wikipedia haben, sind durch die unter Bemerkungen angeführten Einzelnachweise referenziert. Sollten einzelne Angaben in der Tabelle nicht über die Hauptartikel referenziert sein, so sind an der entsprechenden Stelle zusätzliche Einzelnachweise angegeben. Bei Abweichungen zwischen belegten Angaben in Wikipedia-Artikeln und den Beschreibungen des Kunstwerks auf der Seite des Brooklyn Museums wird darauf zusätzlich unter Bemerkungen hingewiesen.

### Gedeck für Anne Hutchinson

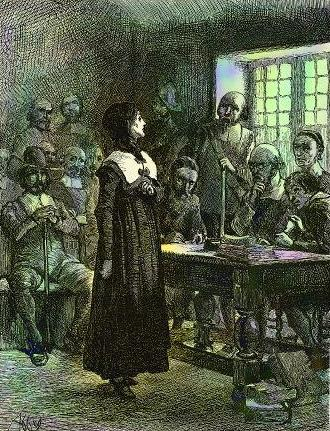
Anne Hutchinson vor dem Tribunal

Anne Hutchinson wurde als Anne Marbury im Juli 1591 geboren. Sie heiratete im Alter von 21 Jahren Wiliam Hutchinson und übersiedelte mit ihm und dem religiösen Führer John Cotton 1634 in die britische Kolonie Massachusetts. In ihrer Gemeinde begann sie, wöchentliche Treffen abzuhalten, an denen Männer und Frauen teilnehmen konnten, um die letzte Predigt zu besprechen. Dies führte dazu, dass zunehmend Kritik an der puritanischen Praxis geübt wurde und sie mit den religiösen Führern der Siedlung in Konflikt kam. Ihr wurde 1637 der Prozess gemacht und sie wurde aus der Gemeinde ausgeschlossen. Gemeinsam mit ihrem Mann siedelte sie nach Rhode Island um. Dort begründete sie mit Roger Williams, der ebenfalls aus der puritanischen Gesellschaft der Massachusetts Bay Colony verbannt worden war, eine religionsliberale Kolonie. Später zog sie mit ihrer Familie in den Bundesstaat New York, dort kam sie mit ihrer gesamten Familie bei einem Indianerüberfall im Jahr 1643 ums Leben.
Durch ihre religiöse Überzeugung, dass jemand, der den Status des „Erwählten“ erreichte, in der Gruppe als gleichberechtigt angesehen wurde, lehnte sie eine Erhöhung des Klerus über die anderen Gläubigen ab. Diese spirituelle Sicherheit der Erwählten machte die Rolle der Priester als Vermittler zwischen Gott und Mensch und als Ausleger von Gottes Wort überflüssig. Die Haltung des passiven Abwartens in der Überzeugung, erwählt zu sein, näherte das Bild eines idealen Christen der sozialen Rolle der Frau an und führte so zur Aufwertung der Frau. Dadurch entstand eine erhebliche Anziehungskraft auf Frauen und dies wird als frühe Form des Feminismus angesehen.
Das Gedeck für Anne Hutchinson auf dem Tisch der Dinner Party greift das Motiv der Trauer auf; Trauer um eine bedeutende Persönlichkeit, ein Familienmitglied oder einen Freund. Auf dem Tischläufer befinden sich mehrere Darstellungen trauernder Frauen. Zudem umspannt eine große Trauerweide den Platz, auf dem der Teller steht. Diese ist ähnlich gestaltet und in Farbe und Formgebung übernimmt die Bemalung des Tellers die Form der Trauerweide. Ein weiteres Element auf der Rückseite des Tischläufers ist eine griechische Urne auf einem Grabsteinsockel. Sie wird flankiert von zwei trauernden Frauen. Eine weitere trauernde Frau befindet sich auf der Vorderseite, neben dem Namenszug. Der Initial-Buchstabe „A“ ist mit der Struktur gefüllt, die auch auf dem Teller zu sehen ist. Tischläufer und Teller sind in dunklen Erdtönen gehalten, die die Symbolik der Trauer unterstreichen. Für Chicago war das 17. Jahrhundert ein besonderer Tiefpunkt in der Geschichte der Frauen. Für sie stellte es ein Symbol für die nachlassende Macht von Frauen dar, dass eine religiöse Frau von der Kirche aus der Gesellschaft verbannt wurde. Dieser Tiefpunkt wird in dem Gedeck durch das Motiv der Trauer ausgedrückt.
| Name                         | Schreibweise auf der Kachel | Geburtsdatum | kulturräumliche Zuordnung                         | Bemerkungen | Bild |
| ---------------------------- | --------------------------- | ------------ | ------------------------------------------------- | --- | ---- |
| Abigail Adams                | Abigail Adams               | 1744         | Province of Massachusetts Bay, Vereinigte Staaten | Ehefrau des zweiten US-Präsidenten John Adams und Mutter des US-Präsidenten John Quincy Adams. Als Beraterin ihres Mannes hatte sie großen Einfluss auf die Politik und setzte sich für Frauenrechte ein. |      |
| Ann Lee                      | Ann Lee                     | 1736         | Provinz New York                                  | Schloss sich den Shakern an und zog nach Amerika, nachdem sie in einem englischen Gefängnis wegen einer Vision untergebracht war, die das Shaker-Glaubenssystem über den Zölibat beeinflusste. Sie ging erneut in New York wegen Verrats ins Gefängnis, nachdem sie sich geweigert hatte, ihre Treue zu schwören. Sie wurde „Mutter Ann“ genannt und predigte in Neuengland. Ihre Arbeit inspirierte ihre Anhänger, die United Society of Believers in Christ's Second Appearing zu gründen. |      |
| Anne Bradstreet              | Anne Bradstreet             | um 1616      | Massachusetts Bay Colony                          | Die erste Dichterin in englischer Sprache, deren Werke in den Kolonien der Neuen Welt publiziert wurden. |      |
| Catharine Littlefield Greene | Catherine Greene            | 1755         | Vereinigte Staaten                                | Frau des Generals des amerikanischen Unabhängigkeitskrieges, Nathanael Greene, Mutter von fünf Kindern und bekannt dafür, Anhängerin des Erfinders Eli Whitney zu sein. |      |
| Deborah Sampson              | Deborah Sampson             | 1760         | Vereinigte Staaten                                | Frau, die sich als Mann verkleidete, um während des Amerikanischen Unabhängigkeitskrieges in der Kontinentalarmee zu dienen. Sie ist Teil einer kleinen Anzahl von Frauen mit einer dokumentierten Aufzeichnung der militärischen Kampferfahrung in diesem Krieg. Sie diente als „Robert Shurtliff“ von Uxbridge, Massachusetts, 17 Monate in der Armee. Im Jahre 1782 wurde sie verwundet und 1783 in West Point, New York ehrenhaft entlassen.                                             |      |
| Eliza Lucas Pinckney         | Eliza Lucas Pinckney        | 1760         | Vereinigte Staaten                                | Pflanzerin. Als Sechzehnjährige übernahm sie während der kriegsbedingten Abwesenheit ihres Vaters die Leitung seiner drei Plantagen in South Carolina. Ihr ist die erstmalige Kultivierung und Verbreitung der Indigopflanze in den Vereinigten Staaten zu verdanken. George Washington fungierte als ihr Sargträger. |      |
| Hannah Adams                 | Hannah Adams                | 1755         | Vereinigte Staaten                                | Schriftstellerin und die erste Frau in den USA, die beruflich als Autorin arbeitete und durch Schriftstellerei ihren Lebensunterhalt verdiente. |      |
| Hannah Mather Crocker        | Hannah Crocker              | 1752         | Vereinigte Staaten                                | Essayistin und eine der ersten Befürworter der Frauenrechte in Amerika. |      |
| Helena Petrovna Blavatsky    | Helen Blavatsky             | 1831         | Russisches Kaiserreich                            | Okkultistin. 1875 gründete Blavatsky mit Henry Steel Olcott die Theosophische Gesellschaft. |      |
| Henrietta Johnston           | Henrietta Johnston          | um 1674      | Provinz Carolina                                  | Pastellmalerin in den englischen Kolonien in Nordamerika von circa 1708 bis zu ihrem Tod. |      |
| Judith Sargent Murray        | Judith Murray               | 1751         | Vereinigte Staaten                                | Frühe Kämpferin für Frauenrechte sowie eine Essayistin, Briefschreiberin, Dramatikerin und Dichterin. |      |
| Margaret Brent               | Margaret Brent              | 1601         | Neuengland, Province of Maryland                  | Wichtige Siedlerin bei der Gründung von Maryland. |      |
| Margaret Fell                | Margaret Fell Fox           | 1614         | England                                           | Wichtige weibliche Figur des frühen Quäkertums. |      |
| Margaret Hardenbroeck        | Margaret Philipse           | 1637         | Provinz New York                                  | Prominente und reiche Kauffrau in der Kolonialprovinz New York. |      |
| Marie de l’Incarnation       | Marie de l’Incarnation      | 1599         | Kanada                                            | Nonne, Mystikerin und Missionarin in Kanada, wurde 1980 von der römisch-katholischen Kirche seliggesprochen |      |
| Mary Alexander               | Mary Alexander              | 1693         | New York City, Provinz New York                   | Einflussreiche, reiche Kauffrau in New York während der Kolonialzeit. |      |
| Mary Baker Eddy              | Mary Baker Eddy             | 1821         | Vereinigte Staaten                                | Entwickelte die Christian Science, veröffentlichte 1875 ihr Hauptwerk Wissenschaft und Gesundheit mit Schlüssel zur Heiligen Schrift und gründete die weltweite Christian-Science-Kirche. |      |
| Mary Bonaventure Browne      | Mary Bonaventure            | nach 1610    | Irland                                            | Klarissin und Historikerin. |      |
| Mary Dyer                    | Mary Dyer                   | um 1611      | England, Massachusetts Bay Colony                 | Quäkerin, letzte religiöse Märtyrerin Nordamerikas, die in Boston (Massachusetts) gehenkt wurde, weil sie die Stadt wiederholt betreten hatte, obwohl die Quäker aus ihr verbannt waren. |      |
| Mary Katharine Goddard       | Mary Goddard                | 1738         | Vereinigte Staaten                                | Frühe amerikanische Verlegerin, unter anderem des Goddard broadside, deren zweiten Druckausgabe der Unabhängigkeitserklärung, und von 1775 bis 1789 Postdirektorin des Baltimore Post Office. |      |
| Mercy Otis Warren            | Mercy Otis Warren           | 1728         | Neuengland, Massachusetts                         | Politische Schriftstellerin und Propagandistin der amerikanischen Revolution. |      |
| Molly Pitcher                | Molly Pitcher               | 1754         | Vereinigte Staaten                                | Frau, die angeblich in der Schlacht von Monmouth kämpfte, jedoch vermutlich eine Schöpfung aus unterschiedlichen historischen Persönlichkeiten war. |      |
| Penelope Barker              | Penelope Barker             | 1728         | Vereinigte Staaten                                | Eine Aktivistin der amerikanischen Revolution, die 1774 einen Boykott britischer Waren organisierte, bekannt als die Edenton Tea Party. |      |
| Phillis Wheatley             | Phillis Wheatley            | um 1853      | Vereinigte Staaten                                | Erste afroamerikanische Dichterin, deren Werke veröffentlicht wurden. |      |
| Sarah Miriam Peale           | Sarah Peale                 | 1800         | Vereinigte Staaten                                | Malerin, die Stillleben, aber vor allem Porträts malte. |      |
| Selina Hastings              | Selin Hastings              | 1707         | England                                           | Sie war eine Schlüsselfigur in der evangelischen Wiederbelebung Englands im 18. Jahrhundert. Sie konvertierte zum Methodismus und gründete dann ihre eigene Kirche kalvinistischer Methodisten, die sie selbst finanzierte. |      |
| Susanna Wesley               | Susanna Wesley              | 1669         | England                                           | Mutter von John und Charles Wesley und die Ehefrau von Samuel Wesley. Sie wird auch als die „Mutter des Methodismus“ bezeichnet, da sie durch ihre Erziehung John und Charles Wesley stark beeinflusste. |      |

Einzelnachweise
1. ↑  Brooklyn Museum: Anne Hutchinson. In: brooklynmuseum.org. Abgerufen am 28. Oktober 2019.